# Mariza Corrêa
Mariza Corrêa Silva (1 de diciembre de 1945 - 27 de diciembre de 2016) fue una antropóloga, periodista, socióloga brasileña; profesora del Departamento de Antropología de la Universidad Estatal de Campinas (Unicamp).
Formada en periodismo por la Universidad Federal de Rio Grande do Sul (1969), defendiendo su tesis de maestrado en Ciencias Sociales ("Os atos e os autos: representações jurídicas de papéis sexuais") por la Universidad Estatal de Campinas (1975) y su tesis de doctorado en Ciencia Política ("As ilusões da liberdade - a Escola Nina Rodrigues e a antropologia no Brasil") por la Universidad de São Paulo (1982).

## Honores
Entre 1996 y 1998 fue presidenta de la ABA: Associação Brasileira de Antropologia.

### Artículos
- Nossos mulatos são mais exuberantes. História, Ciências, Saúde-Manguinhos, v. prelo, p. s/n, 2008

- A babá de Freud e outras babás. Cadernos Pagu (UNICAMP) 29: 61-90, 2007

- Trampas do traje. Cadernos Pagu (UNICAMP) 22: 185-200, 2004

- Revista de Antropologia: 1953-2003. Uma revista para muitas histórias. Revista de Antropologia (São Paulo) 46: 369-381, 2003

- Lettres d'une femme rangée. Cahiers du Brésil Contemporain 46/47, 2002

- As Sociedades Segmentares & a Antropologia. Textos Didáticos, Campinas, 2002

- Do feminismo aos estudos de gênero: uma experiência pessoal. Cadernos Pagu (UNICAMP) 16, 2001

- O Espartilho de Minha Avó: Linhagens Femininas na Antropologia - "Horizontes Antropológicos 3 (7 ): 70-96", Porto Alegre, 1997

- A Natureza Imaginária do Gênero na História da Antropologia - "Cadernos Pagu 5: 109-130", Campinas, 1996

### Libros
- Vida em Família: uma perspectiva comparativa sobre "crimes de honra" / Family Life: a comparative perspective on "crimes of honour". 1ª ed. Campinas: Pagu/Unicamp, 2006. v. 1. 516 p.

- Caderno Pagu (24). 1ª ed. Campinas: Núcleo de Estudos de Gênero (Pagu/Unicamp), 2005. v. 1. 400 p.

- Cadernos Pagu (23). 1ª ed. Campinas: Pagu/Unicamp, 2004. v. 1. 467 p.

- Antropólogas e Antropologia - Belo Horizonte: Editora da UFMG, 2003, v. 1. 278 p.

- As reuniões brasileiras de antropologia: cinquenta anos (1953-2003). 1ª ed. Campinas: Editora da Unicamp/Brasília:ABA, 2003. v. 1. 110 p.

- Gênero e Cidadania. 1ª ed. Campinas: R Vieria Gráfica Editorial Ltda, 2002. 208 p.

- As Ilusões da Liberdade: A Escola Nina Rodrigues e a Antropologia no Brasil - Bragança Paulista: Editora da Universidade São Francisco, 2000. 487 p.

### Capítulos de libros publicados
- Verbete: Honra. In: Associação Brasileira de Antropologia e Fundação FORD (org.) Antropologia e diretito: temas antropológicos para os estudos jurídicos. Blumenau: Editora Nova Letra, 2008

- Sobre a invenção da mulata. In: Piscitelli, Adriana; Melo, Hildete Pereira de; Maluf, Sônia Weidner; Puga, Verga Lúcia (org.) Olhares feministas. Brasília: MEC/Unesco, 2008

- Não se nasce homem. In: Joaquim, Teresa (org.) Encontros arrábida. Masculino/Feminino. Lisboa: Afrontamento, 2008

- A toca do coelho: o que há num nome? In: CABRAL, João Pina & VIEGAS, Susana de Matos (org.) Nomes: gênero, etnicidade e família. Coímbra: Edições Almedina, 2007,

- Os ciclistas de Brasília. In: Carlos Alberto Steil (org.) Cotas raciais na universidade. Um debate. Porto Alegre: UFRGS Editora, 2006, v., p. -.

- Homenagem da antropologia da Unicamp à ABA: o projeto História da Antropologia no Brasil. In: Cornélia Eckert; Emilia Pietrafesa de Godói (Org.). Homenagens. Associação Brasileira de Antropologia. 50 anos. Florianópolis: ABA, 2006

- A pesquisa acadêmica - comentários desde uma perspectiva antropológica. In: Carlos Benedito Martins. (Org.). Para onde vai a pós-graduação em Ciências Sociais no Brasil.: Edusc/Anpocs, 2005

- Mulheres & senhoras. In: Anne Cova; Natália Ramos; Teresa Joaquim (org.) Desafios da comparação. Oeiras: Celta Editora, 2004, v., p. 109-117

- Convenções culturais & fantasias corporais. In: Fernanda Arêas Peixoto; Heloísa Pontes; Lilia Moritz Schwarcz (org.) Antropologías, histórias, experiências. Belo Horizonte:, 2004, p. 123-134

- Fantasias corporais. In: Adriana Piscitelli; Maria Filomena Gregori; Sério Carrara (org.) Sexualidade e saberes: convenções e fronteiras. 1ed.Río de Janeiro: Garamond, 2004, p. 173-182

- O negócio do gênero (prefácio). In: Heloísa B. de Almeida; Rosely G. Costa; Martha C. Ramirez; Érica R. de Souza. (Org.). Gênero em matizes. Bragança Paulista: Editora da Universidade São Francisco, 2002

- Apresentação: esboços no espelho. In: Ruth Landes (org.) A cidade das mulheres. 2ed.Río de Janeiro: Editora da UFRJ, 2002

- A Cidade de Menores: Uma Utopia dos Anos Trinta. In: Marcos Cezar de Freitas (org.) História social da infância no Brasil. 3ed.São Paulo, SP: Cortez, 2001

- A doutora Emília e o detalhe etnográfica. In: Priscila Faulhaber; Peter Mann de Toledo (org.) Conhecimento e fronteira: história da ciência na Amazônia. Belém: Museu Paraense Emílio Goeldi, 2001

### Otros productos bibliográficos
- Gênero para um dicionário marxista: a política sexual de uma palavra. Campinas: Núcleo de Estudos de Gênero (Pagu/Unicamp), 2004

- Razões práticas - sobre a teoria da ação. Campinas: Editora Papirus, 1996

- Culturas do Povo, sociedade e cultura no início da França Moderna. São Paulo: Editora Paz e Terra, 1990

- O selvagem e o inocente. Campinas: Editora da Unicamp, 1990

## Honores
Miembro de cuerpo editorial
- 2005 - actual: Cadernos Pagu
- 1992 - actual: Revista Estudos Feministas
- 1992 - actual: Revista de Antropologia (São Paulo)
- 1987 - actual: Estudos Afro-Asiáticos
- 1986 - actual: Anuário Antropológico
- 2007 - actual: Revista Três [...] Pontos
- 2006 - actual: Etnográfica (Lisboa)
- 2007 - actual: Revista Brasileira de Sociologia da Emoção